# Unteres Tor (Aichach)

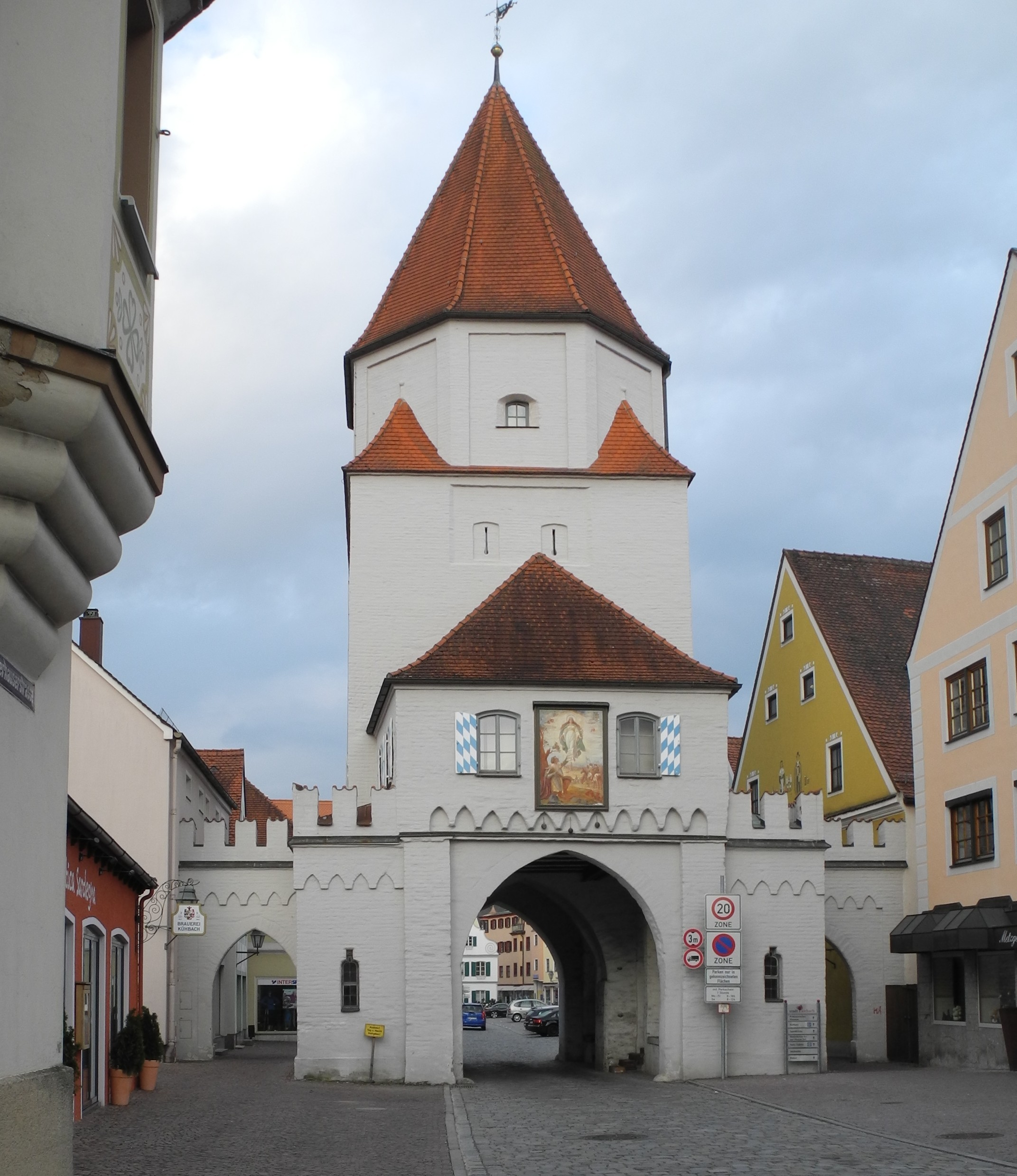
Unteres Tor in Aichach (Feldseite)

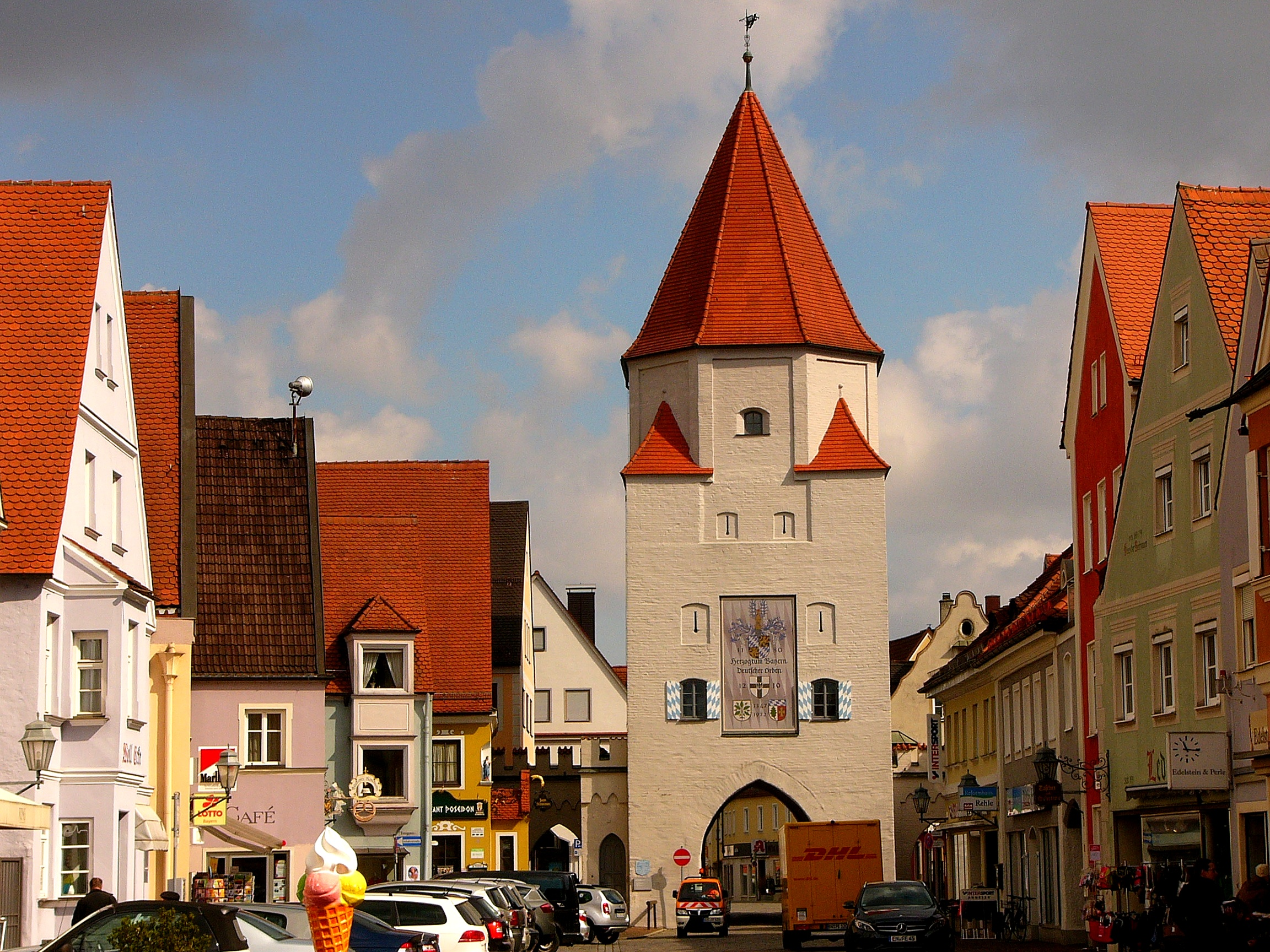
Stadtseite

Das Untere Tor in Aichach, der Kreisstadt des Landkreises Aichach-Friedberg im bayerischen Regierungsbezirk Schwaben, wurde 1418 errichtet. Das Stadttor am  Stadtplatz 2 ist ein geschütztes Baudenkmal.

## Geschichte
Die Untergeschosse des Oktogon wurden 1418 erbaut. Der Spitzhelm stammt aus dem Jahr 1646, nachdem die Beschädigungen während des Dreißigjährigen Krieges behoben wurden. Die seitlichen Durchgänge wurden 1864 geschaffen. Im Obergeschoss wohnte einst der Amtsdiener.
Seit 1989 ist in den Räumen des Turmes eine Zweigstelle der Archäologischen Staatssammlung München untergebracht. 